# Métricas de confiança
Em psicologia e sociologia, uma métrica de confiança é uma medição ou métrica do grau em que um ator social (um indivíduo ou grupo) confia em outro ator social. As métricas de confiança podem ser abstraídas de uma maneira que podem ser implementadas em computadores, tornando-as de interesse para o estudo e engenharia de comunidades virtuais, como Friendster e LiveJournal .
A confiança escapa a uma medida simples porque seu significado é muito subjetivo para métricas universalmente confiáveis e pelo fato de ser um processo mental, indisponível aos instrumentos. Há um forte argumento contra o uso de métricas simplistas para medir a confiança, devido à complexidade do processo e à 'inserção' da confiança que torna impossível isolar a confiança de fatores relacionados.
Não há um conjunto de propriedades geralmente aceito que torne uma determinada métrica de confiança melhor do que outras, pois cada métrica é projetada para servir a diferentes propósitos, por exemplo,  fornecer certo esquema de classificação para métricas de confiança. Dois grupos de métricas de confiança podem ser identificados:
- Métricas empíricas com foco em apoiar a captura de valores de confiança de forma confiável e padronizada;
- Métricas formais que enfocam a formalização levando à facilidade de manipulação, processamento e raciocínio sobre confiança. As métricas formais podem ser classificadas de acordo com suas propriedades.

Métricas de confiança permitem modelagem e raciocínio sobre confiança. Elas estão intimamente relacionadas aos sistemas de reputação. Formas simples de métricas binárias de confiança podem ser encontradas, por exemplo, em PGP.  As primeiras formas comerciais de métricas de confiança em software de computador foram em aplicativos como o Feedback Rating do eBay. Slashdot introduziu sua noção de carma, obtido por atividades percebidas para promover a eficácia do grupo, uma abordagem que teve grande influência nas comunidades virtuais posteriores.

## Métricas empíricas
As métricas empíricas captam o valor da confiança explorando o comportamento ou introspecção das pessoas, para determinar o nível de confiança percebido ou expresso. Esses métodos combinam a base teórica (determina o que eles medem) com um conjunto definido de questões e processamento estatístico dos resultados.
A vontade de cooperar, bem como a cooperação real, são comumente usadas para demonstrar e medir a confiança. O valor real (nível de confiança e / ou confiabilidade) é avaliado a partir da diferença entre os comportamentos observados e hipotéticos, ou seja, aqueles que teriam sido previstos na ausência de cooperação.

### Pesquisas
As pesquisas capturam o nível de confiança por meio de observações ou introspecção, mas sem se envolver em nenhum experimento. Os entrevistados geralmente fornecem respostas a um conjunto de perguntas ou afirmações e as respostas são, por exemplo, estruturadas de acordo com uma escala Likert. Os fatores de diferenciação são a base teórica subjacente e a relevância contextual.
Uma das primeiras pesquisas são as escalas de McCroskey que foram usadas para determinar a autoridade (competência) e o caráter (confiabilidade) dos entrevistados. A escala de Rempel  e a escala de Rotter  são bastante populares na determinação do nível de confiança interpessoal em diferentes ambientes. O Organizational Trust Inventory (OTI) é um exemplo de pesquisa exaustiva baseada na teoria que pode ser usada para determinar o nível de confiança dentro da organização.
Para uma determinada área de pesquisa, uma pesquisa mais específica pode ser desenvolvida. Por exemplo, o modelo interdisciplinar de confiança  foi verificado por meio de uma pesquisa enquanto  usa uma pesquisa para estabelecer a relação entre os elementos de design do site e a percepção de confiabilidade do mesmo.

### Jogos
Outro método empírico para medir a confiança é envolver os participantes em experimentos, tratando o resultado de tais experimentos como estimativas de confiança. Vários jogos e cenários semelhantes a jogos foram tentados, alguns dos quais estimam a confiança em termos monetários (veja  para uma visão geral interessante).
Jogos de confiança são projetados de uma forma que seu equilíbrio de Nash difere de eficiência de Pareto, de forma que nenhum jogador sozinho pode maximizar sua própria utilidade alterando sua estratégia egoísta sem cooperação, enquanto parceiros cooperantes podem se beneficiar. A confiança pode, portanto, ser estimada com base no ganho monetário atribuível à cooperação.
O 'jogo de confiança' original foi descrito   como um jogo de investimento abstrato entre um investidor e seu corretor. O jogo pode ser disputado uma ou várias vezes, entre jogadores escolhidos ao acaso ou em pares que se conhecem, obtendo resultados diferentes.
Existem várias variantes do jogo, com foco em diferentes aspectos da confiança como o comportamento observável. Por exemplo, as regras do jogo podem ser revertidas no que pode ser chamado de jogo de desconfiança, a fase declaratória pode ser introduzida ou as regras podem ser apresentadas de várias maneiras, alterando a percepção dos participantes.
Outros jogos interessantes são, por exemplo, jogos de confiança de escolha binária, o jogo de troca de presentes, jogos cooperativos de confiança, e várias outras formas de jogos sociais. Especificamente o dilema dos prisioneiros  são popularmente usados para vincular confiança com utilidade econômica e demonstrar a racionalidade por trás da reciprocidade. Para jogos multijogador, existem diferentes formas de simulação de mercado próximo. 

## Métricas formais
As métricas formais se concentram em facilitar a modelagem de confiança, especificamente para modelos de grande escala que representam a confiança como um sistema abstrato(por exemplo, rede social ou rede de confiança). Conseqüentemente, eles podem fornecer um insight mais fraco sobre a psicologia da confiança ou, em particular, sobre a coleta de dados empíricos. As métricas formais tendem a ter uma base sólida em álgebra, probabilidade ou lógica.

### Representação
Não existe uma maneira amplamente reconhecida de atribuir valor ao nível de confiança, com cada representação de um 'valor de confiança' reivindicando certas vantagens e desvantagens. Existem sistemas que assumem apenas valores binários,  que usam escala fixa,  onde a confiança varia de -100 a +100 (excluindo zero),  de 0 a 1  ou de −1 a +1; onde a confiança é discreta ou contínua, unidimensional ou tem muitas dimensões.  Algumas métricas usam um conjunto ordenado de valores sem tentar convertê-los em qualquer intervalo numérico específico (por exemplo . Veja  para uma visão geral detalhada).
Também há um desacordo sobre a semântica de alguns valores. O desacordo quanto à atribuição de valores aos níveis de confiança é especificamente visível no que diz respeito ao significado do zero e aos valores negativos. Por exemplo, zero pode indicar falta de confiança (mas não desconfiança), ou falta de informação, ou uma desconfiança profunda. Valores negativos, se permitidos, geralmente indicam desconfiança, mas há uma dúvida  se a desconfiança é simplesmente confiança com um sinal negativo ou um fenômeno próprio.

### Probabilidade subjetiva
Probabilidade subjetiva, concentra-se na autoavaliação do agente fiduciário sobre sua confiança no administrador. Tal avaliação pode ser enquadrada como uma antecipação em relação ao comportamento futuro do administrador e expressa em termos de probabilidade. Essa probabilidade é subjetiva, pois é específica para o depositário dado, sua avaliação da situação, informações disponíveis a ele etc. Na mesma situação, outros confiadores podem ter um nível diferente de probabilidade subjetiva.
A probabilidade subjetiva cria um vínculo valioso entre a formalização e a experimentação empírica. Formalmente, a probabilidade subjetiva pode se beneficiar das ferramentas disponíveis de probabilidade e estatística. Supondo que o ganho potencial seja fixo, o valor que uma pessoa aposta pode ser usado para estimar sua probabilidade subjetiva de uma transação.

### Probabilidades incertas (lógica subjetiva)
A lógica para probabilidades incertas (lógica subjetiva) foi introduzida por Josang , onde probabilidades incertas são chamadas de opiniões subjetivas. Este elegante conceito combina distribuição de probabilidade com incerteza, de modo que cada opinião sobre a confiança pode ser vista como uma distribuição de distribuições de probabilidade onde cada distribuição é qualificada pela incerteza associada. A base da representação de confiança é que uma opinião (uma evidência ou uma confiança) sobre a confiança pode ser representada como um quádruplo (confiança, desconfiança, incerteza, taxa básica), onde a confiança, a desconfiança e a incerteza devem somar um, e, portanto, são dependentes por meio da aditividade.
A lógica subjetiva é um exemplo de confiança computacional em que a incerteza está inerentemente embutida no processo de cálculo e é visível na saída. Não é o único, é, e. possível usar um quádruplo semelhante (confiança, desconfiança, desconhecido, ignorância) para expressar o valor da confiança,  contanto que as operações apropriadas sejam definidas. Apesar da sofisticação da representação de opinião subjetiva, o valor particular de uma quádrupla relacionada à confiança pode ser facilmente derivado de uma série de opiniões binárias sobre um determinado ator ou evento, fornecendo assim um forte vínculo entre essa métrica formal de comportamento empiricamente observável.
Apesar da sofisticação da representação de opinião subjetiva, o valor particular de uma quádrupla relacionada à confiança pode ser facilmente derivado de uma série de opiniões binárias sobre um determinado ator ou evento, fornecendo assim um forte vínculo entre essa métrica formal de comportamento empiricamente observável.  e CertainLogic. Ambos compartilham uma representação comum, que é equivalente a opiniões subjetivas, mas com base em três parâmetros independentes denominados 'rating médio', 'certeza' e 'expectativa inicial'. Conseqüentemente, há um mapeamento bijetivo entre o trio CertainTrust e as quatro tuplas das opiniões subjetivas.

### Lógica difusa
Sistemas difusos  , como uma métrica de confiança pode vincular expressões de linguagem natural com uma análise numérica significativa.
A aplicação da lógica difusa para confiar foi estudada no contexto de redes ponto a ponto  para melhorar a avaliação por pares.  Também para computação em grid  foi demonstrado que a lógica difusa permite resolver problemas de segurança de maneira confiável e eficiente.

## Propriedades de métricas de confiança
O conjunto de propriedades que deve ser satisfeito por uma métrica de confiança varia, dependendo da área de aplicação. A seguir está uma lista de propriedades típicas.

### Transitividade
A transitividade é uma propriedade altamente desejada de uma métrica de confiança.  Em situações em que A confia em B e B confia em C, a transitividade diz respeito à extensão em que sem transitividade, é improvável que as métricas de confiança sejam usadas para raciocinar sobre a confiança em relacionamentos mais complexos.
A intuição por trás da transitividade segue a experiência cotidiana de 'amigos de um amigo' (FOAF), a base das redes sociais. No entanto, a tentativa de atribuir semântica formal exata à transitividade revela problemas, relacionados à noção de escopo ou contexto de confiança. Por exemplo, define as condições para a transitividade limitada da confiança, distinguindo entre a confiança direta e a confiança de referência. Similarmente,  mostra que nem sempre a transitividade da confiança simples é válida, com base nas informações do modelo Advogato e, conseqüentemente, propôs novas métricas de confiança.
A abordagem simples e holística da transitividade é característica das redes sociais (FOAF, Advogato). Ele segue a intuição cotidiana e assume que a confiança e a confiabilidade se aplicam a toda a pessoa, independentemente do escopo ou contexto de confiança específico. Se alguém pode ser confiável como amigo, também pode ser confiável para recomendar ou endossar outro amigo. Portanto, a transitividade é semanticamente válida sem quaisquer restrições e é uma consequência natural desta abordagem.
A abordagem mais completa distingue entre diferentes escopos ou contextos de confiança e não permite a transitividade entre contextos que são semanticamente incompatíveis ou inadequados. Uma abordagem contextual pode, por exemplo, distinguir entre confiança em uma competência específica, confiança na honestidade, confiança na capacidade de formular uma opinião válida ou confiança na capacidade de fornecer conselhos confiáveis sobre outras fontes de informação. Uma abordagem contextual é freqüentemente usada na composição de serviço baseada em confiança.  A compreensão de que a confiança é contextual (tem um escopo) é a base de uma filtragem colaborativa.

### Operações
Para que uma métrica de confiança formal seja útil, ela deve definir um conjunto de operações sobre valores de confiança de forma que o resultado dessas operações produza valores de confiança. Normalmente, pelo menos dois operadores elementares são considerados:
- fusão que fornece uma funcionalidade quase aditiva, permitindo consolidar valores de confiança provenientes de várias fontes;
- desconto que fornece uma funcionalidade quase multiplicativa, permitindo que o conselho ou opinião confiável fornecida por uma fonte seja descontada como uma função da confiança na fonte, que é o princípio para cálculo de confiança transitiva.

A semântica exata de ambos os operadores é específica da métrica. Mesmo dentro de uma representação, ainda existe a possibilidade de uma variedade de interpretações semânticas. Por exemplo, para a representação como a lógica para probabilidades incertas, as operações de fusão de confiança podem ser interpretadas aplicando regras diferentes (fusão cumulativa, fusão de média, fusão de restrição (regra de Dempster), regra de Dempster modificada de Yager, regra de combinação unificada de Inagaki, regra de combinação de centro de Zhang, regra de consenso disjuntivo de Dubois e Prade, etc.). Cada interpretação leva a resultados diferentes, dependendo das suposições para a fusão de confiança na situação particular a ser modelada. Veja  para discussões detalhadas.

### Escalabilidade
O tamanho crescente das redes de confiança torna a escalabilidade outra propriedade desejada, o que significa que é computacionalmente viável calcular a métrica para grandes redes. A escalabilidade geralmente coloca dois requisitos da métrica:
- A operação elementar (por exemplo, fusão ou desconto) é computacionalmente viável, por exemplo, as relações entre o contexto de confiança podem ser estabelecidas rapidamente.
- O número de operações elementares escala lentamente com o crescimento da rede.

### Resistência ao ataque
Resistência ao ataque é uma propriedade não funcional importante das métricas de confiança que reflete sua capacidade de não ser excessivamente influenciada por agentes que tentam manipular a métrica de confiança e que participam de má fé (ou seja, que visam abusar da presunção de confiança ) .
O recurso de desenvolvedor de software livre Advogato é baseado em uma nova abordagem para métricas de confiança resistentes a ataques de Raph Levien. Levien observou que o algoritmo do PageRank do Google pode ser entendido como uma métrica de confiança resistente a ataques bastante semelhante àquela por trás do Advogato.